# Фенс Лејк (Њу Мексико)
Фенс Лејк (енгл. Fence Lake) насељено је место без административног статуса у америчкој савезној држави Њу Мексико.

## Демографија
По попису из 2010. године број становника је 42.
| Група             | 2000.    | 2010.      |
| Белци             | 0 (0,0%) | 28 (66,7%) |
| Афроамериканци    | 0 (0,0%) | 0 (0,0%)   |
| Азијати           | 0 (0,0%) | 1 (2,4%)   |
| Хиспаноамериканци | 0 (0,0%) | 2 (4,8%)   |
| Укупно            | 0        | 42         |